# Organisme dulçaquicole

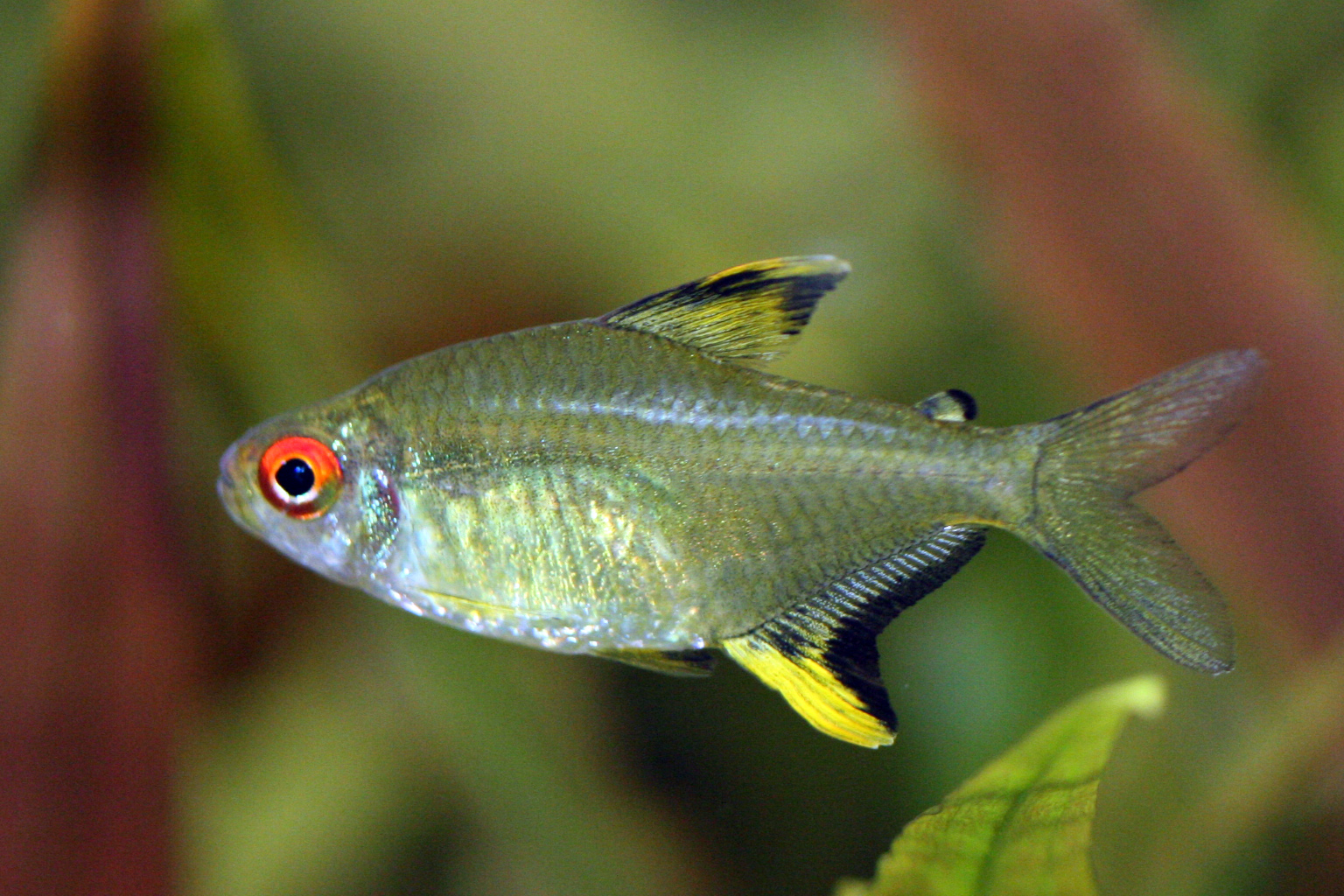
Tétra citron Hyphessobrycon pulchripinnis, poisson d'eau douce d'Amérique tropicale.

Un organisme dulçaquicole, ou dulcicole, est un organisme qui vit et se reproduit en eau douce.

## Caractéristiques
Ces organismes ont des besoins particuliers en matière de physico-chimie (salinité et dureté de l'eau notamment) compris dans une fourchette plus ou moins étroite selon les espèces ou leur stade de développement (œuf, larve, juvénile, adulte), ce qui fait de certains d'entre eux des bioindicateurs.
Les exigences qualitatives des poissons d'eau douce sont maintenant relativement bien connues.